# 金杉村
金杉村（かなすぎむら）は埼玉県の南東部、北葛飾郡に属していた村。

## 地理
- 河川: 江戸川、庄内古川（中川）

## 歴史
- 1889年（明治22年）4月1日 - 町村制施行により、金杉村、魚沼村、築比地村が合併し中葛飾郡金杉村が成立する。
- 1896年（明治29年）3月29日 - 中葛飾郡と北葛飾郡が統合し、北葛飾郡となる。
- 1955年（昭和30年）4月20日 - 北葛飾郡松伏領村と合併し、新たに松伏領村となる。